# キングコング2 甦る伝説
『キングコング2 甦る伝説』（キングコングツー よみがえるでんせつ）は、1987年にコナミより発売されたMSX2用アクションRPGである。
同じくコナミから発売されたファミリーコンピュータ用ソフト『キングコング2 怒りのメガトンパンチ』とともに、アメリカで制作された映画『キングコング2』をゲーム化した作品である。

## ゲーム内容
プレーヤーは主人公ハンク・ミッチェルとなってゴルネボ島の各地に秘められた謎を解いていく。主人公はアイテムを探し出していくうちに、魔法も使えるようになっていく。そして2種類あるアイテム欄のアイテムを切り替えながら、冒険を行うこととなる。
ゲーム開始時はキャラクター設定もなく、島の各地にある建物に入って武器を購入したり、島について様々な情報に関する話を聞き出してゲームを進めていく。
ある建物に暮らしている祈祷師から「てむさの呪文」をもらうことができ、これを使うと石の建物が消えて、ダンジョンなどの入り口が現れる。島から海へ、再び陸地へ上がるとより強力な敵が待ち構えているコングの神殿がある。
ゲームの目的を達成するためには、特定のアイテムを持ってレディ・コングと出会わなければならない。

### システム
地形は画面切り替えスクロール方式で、ゲームを進めていくうちに重要な敵を倒すと、新たな道が開けてさらに島の奥へ捜索できるという広大なマップが用意されている。マップ内には原住民の村があり、ここで食事をする場所や、体を休めるための宿場がある。
自分のHP（ヒットポイント）がなくなるとゲームオーバーだが、主人公が敵にやられてしまっても、コンティニューを使ってゲームの続きを始められ、何回でも可能になっている。ただしコンティニューの回数およびゲーム内での経過日数によりエンディングが3種類（コング蘇生失敗、蘇生成功、さらにベビィコングも誕生）に変化する。またセーブはデフォルトでは実装されておらず、後に発売された『火の鳥 鳳凰編』をMSXのスロット2に挿すことで可能になる。MP（マジックポイント）は宿屋に泊まるか、特定の敵を倒すと回復できる。
画面右側に主人公ミッチェルのステータス表示枠があり、DAYS、LIFE、EXP、LEVEL、MP、GOLDの各数値、およびSHOT1とSHOT2にそれぞれの装備アイテムが表示される。
入手できるアイテムは35種類。「ナイフ」「コングの爪」などの武器、「てむさの呪文」「ねむりの呪文」などのMPを消費するもの、「本」「コングの瞳」などゲームを進めていくために必要なものがあり、F2キーでセレクト画面に入ってSHOT1、SHOT2に装備するアイテムを設定することで使用できるようになる。

## ストーリー
ジョージア州アトランティック大学の構内に世界最大の集中治療室が準備され、そこには1頭の巨大な類人猿が昏睡状態のまま横たわっていた。その類人猿の名はキングコングとよばれていた。9年前に世界貿易センタービルから墜落して死んだと思われていたが、世界最高の医学技術をもつ医療チームが、このコングの治療にあたっていたのだ。しかし、コングを蘇らせるために必要な人工心臓移植手術を施術するために、輸血できる血液を必要としていた。
南の海に浮かぶゴルネボ島に伝わる伝説「コング伝説」によれば、第2のコングがこの島に潜んでいるという。主人公ハンク・ミッチェルは、医療チームから依頼を受け、コングの手術の成功のカギを握る第2のコング「レディ・コング」を見つけ出し、アメリカまで連れて帰る使命を携えて単身ゴルネボ島へと旅立っていった。

## 開発
本作のエンディング曲は、後にコナミで数多く作曲した古川元亮がコナミ入社後に最初に作った曲である。
ゲームのストーリーは、映画『キングコング2』のものと少し内容が変わっている。

## 評価
ホビーパソコン総合誌『マイコンBASICマガジン』1987年2月号の紹介記事によれば、「コナミのアクションゲームの実力が、RPGのシナリオ上で存分に生かされたソフト」と全体的には肯定的な総合評価を下しており、「スタートの気軽さに反して、何と奥行きのあるゲームだ」とゲームを進めていく上でのプレーヤーにかかる負担の厳しさについて所感を述べている。
ゲーム性については、肯定的なコメントとして「スピーディな展開で、BGMもGood! キャラクターの動きもよくできている。デカキャラや背景もきれいだ」としている。その一方で、「キングコング2の映画の内容とまったくちがう方向にずれてしまったような気がする。ストーリーに問題がある」「セーブができずにコンティニューだけ、というのは少しつらい」といった否定的意見も述べられている。